# Elena-Gabriela Ruse
Elena-Gabriela Ruse (født 6. november 1997 i Bukarest, Rumænien) er en professionel tennisspiller fra Rumænien.